# Juan Carlos Vélez
Juan Carlos Vélez Uribe (Medellín, 6 de febrero de 1965) es un abogado y político colombiano.
Fue senador de la República de Colombia en el periodo 2010-2014.

## Biografía
Juan Carlos Vélez Uribe proviene de una familia acomodada de empresarios conservadores de Medellín. Se graduó del Colegio Alemán y tras prestar servicio militar en Urabá, en 1985 entró a estudiar derecho en la Universidad de Medellín.

## Estudios
Abogado de la Universidad de Medellín, con Especialización en Derecho Administrativo de la Universidad Del Rosario de Bogotá y Diplomado en Finanzas de la Universidad EAFIT de Medellín. Adelantó estudios de Defensa y Seguridad Nacional en la Universidad Nueva Granada - CIDENAL y de Inglés en la Universidad Georgetown de Washington (USA).

## Trayectoria Política
Tras haber prestado servicio militar, comienza su carrera política en 1988, En 1990 se desempeña por tres periodos consecutivos como edil de la comuna 14 de Medellín. Posteriormente fue elegido Concejal de esta ciudad en 1994 y en 1997, donde fue Presidente de la Comisión de Asuntos Administrativos, Vicepresidente Primero del Concejo de Medellín en 1999 y Presidente de la Comisión de Presupuesto en el año 2000 cuando terminó su periodo. Asumió por cuatro años el cargo de director general de la Aeronáutica Civil de Colombia. En el 2006 fue candidato al Senado de la República por el Partido de la U, a pesar de obtener más de 28.000 votos su aspiración no prosperó, dos años después llegó al Senado en reemplazo de Mauricio Pimiento En ese mismo año asumió la presidencia de la Asociación Colombiana de Agencias de Viajes y Turismo - ANATO
En 2014 fue precandidato Presidencial del Centro Democrático en compañía de Óscar Iván Zuluaga, Francisco Santos, Carlos Holmes Trujillo y Luis Alfredo Ramos Botero. Posteriormente hizo parte de la Dirección Nacional del Centro Democrático. En 2015 fue el candidato oficial de su partido a la Alcaldía de Medellín para los comicios del 25 de octubre de ese año.
En octubre de 2016, durante el plebiscito que buscó refrendar los acuerdos de paz de La Habana que se adelantaron con las FARC, Vélez Uribe fue el coordinador de uno de los comités que promovieron el voto por el "no". Sin embargo, en una entrevista posterior en un reconocido diario de circulación nacional, Vélez manifestó, mediante una conversación informal grabada (tal y como el mismo Vélez lo manifiesta) que se había tratado de acudir a la indignación de la gente para buscar exacerbarlos e impulsar la votación en ese sentido, lo que contrajo el rechazo de su partido y del expresidente Álvaro Uribe.
Tras posteriores llamados a declarar por el Consejo Nacional Electoral, el Consejo de Estado y la Corte Suprema de Justicia, estas instancias determinaron que no se había presentado manipulación al elector, ni hechos reprochables.
En 2019 decidió someter su nombre a la candidatura por la Alcaldía de Medellín, midiendo el pulso con Alfredo Ramos Maya y Daniel Quintero.